# Cal Salero
Cal Salero és una obra de Sant Cugat del Vallès (Vallès Occidental) protegida com a Bé Cultural d'Interès Local.

## Descripció
Casa cantonera de dues crugies o cossos, probablement més antiga que la plaça a la qual dona front. El paviment de l'entrada està uns 40 cm més baix que l'actual nivell de voreres, la qual cosa indica que l'esplanada davantera de la casa estava a mig metre o més per sota del nivell actual.
Cal Salero és, aparentment, una antiga masoveria o un conjunt de dues cases de parcers, fet que ve indicat per la composició simètrica del primer pis i la presència d'una paret de crugia central en tota la casa.
Possiblement de les dues cases se'n va fer una i es va tancar el portal i la finestra de planta baixa de la casa de l'esquerra i s'obrí una entrada tradicional amb portal de fusta i la porta interior de vidriera en la sala de planta baixa de la casa de l'esquerra. Aquesta actuació que dona lloc a la façana actual està datada en el rellotge de sol, 1858. Pocs anys abans de la urbanització de la plaça.
Per damunt la teulada hi ha espai sota coberta que té a veure amb el fet d'haver desmuntat el vessant de teulada vers la plaça i la construcció de la balustrada per tal de donar compliment a l'ordenança municipal que establia que els immobles de la plaça Barcelona tinguessin aquest tipus de coronament.
Cal Salero és el resultat d'una sèrie d'intervencions en una construcció primitiva.

## Història
Cal Salero fou probablement una antiga masoveria o casa de treballadors de la bòbila que hom diu que hi havia a la plaça al segle xviii que fou reconvertida primer a dues cases les quals, posteriorment, es van unir en una sola casa en la data que indica el rellotge de sol, 1858.